# Zweigelenkbogen

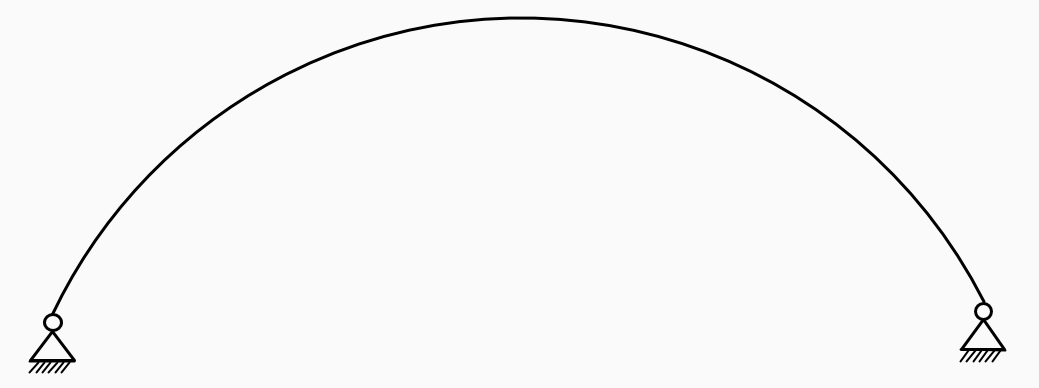
Statisches System eines Zweigelenkbogens

Der Zweigelenkbogen ist ein statisches Tragwerk, das aus einem Bogen besteht, der auf beiden Seiten in ein unverrückbares Auflager geführt ist.

## Statisches System
Bei jedem Auflager wirken zwei Auflagerkräfte (horizontal und vertikal). Somit sind vier Unbekannte, die mit den drei Gleichgewichtsbedingungen ΣH=0, ΣV=0, ΣM=0 der starren Statik nicht lösbar sind. Es muss also noch eine Elastizitätsgleichung zusätzlich zur Lösung eingeführt werden. Zur Lösung dieses Problems wird folgender Weg eingeschlagen:

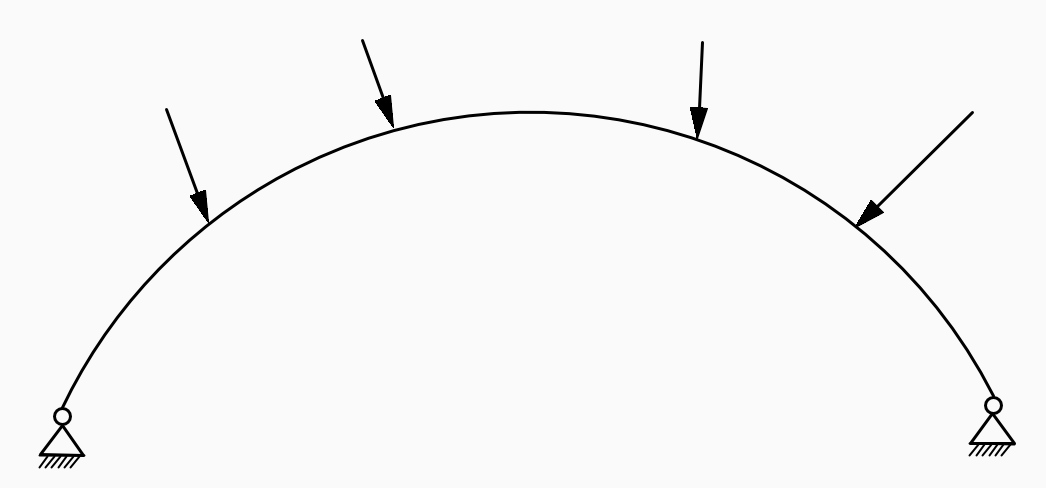
Zweigelenkbogen belastet
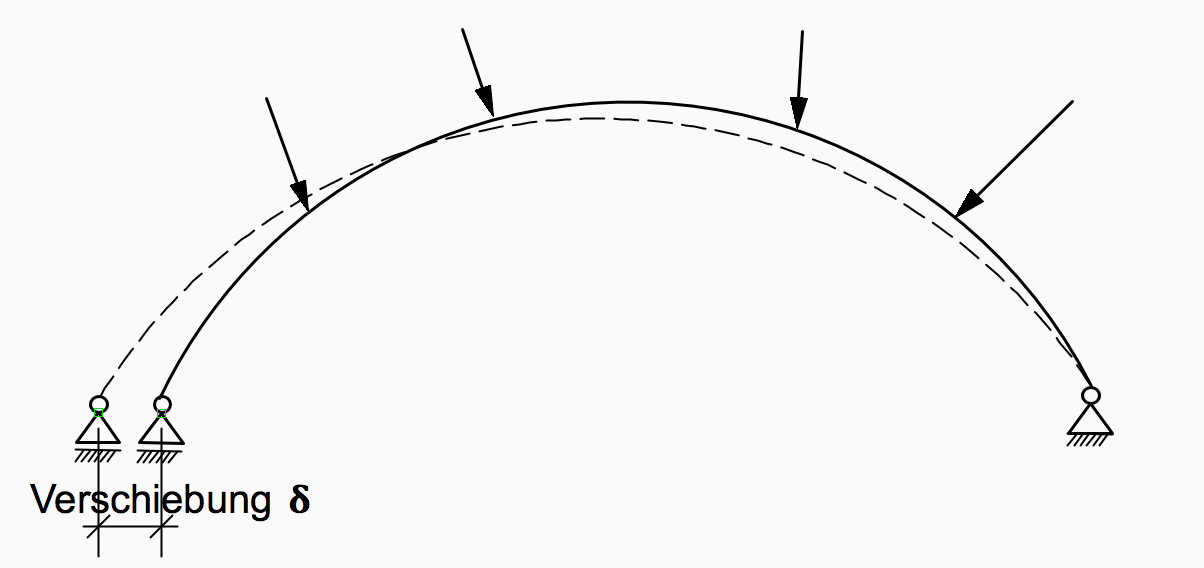
Zweigelenkbogen verformt
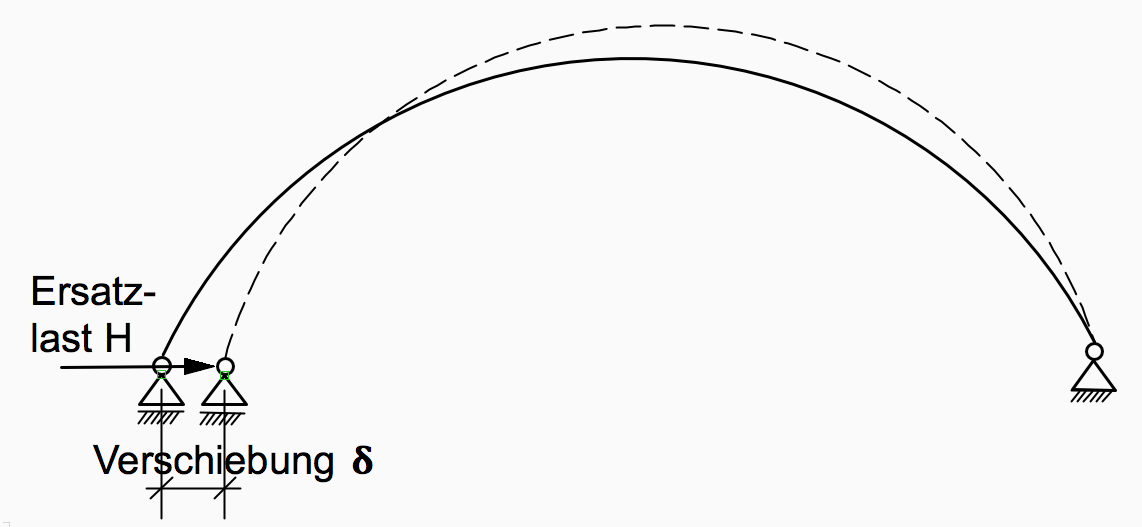
Zweigelenkbogen rückverformt

Es wird bei einem Auflager die Horizontalverschiebung freigegeben und die Verschiebung aus der Belastung berechnet. Danach wird die horizontale Ersatzlast berechnet, die notwendig ist, um dieselbe Verschiebung zu erreichen, wie es unter der ursprünglichen Belastung entstanden ist. Summiert man nun beide Lastfälle, so ergeben sich die gesuchten inneren Kräfte und Momente des Zweigelenkbogens.

## Anwendungen
Der Zweigelenkbogen wird hauptsächlich bei Konstruktionen verwendet, die große Spannweiten überbrücken müssen. Dabei entsteht unter dem Bogen ein großer Hohlraum. Dies wird bei Hallenbauten und bei Brücken ausgenützt. Da die Berechnung relativ einfach ist, wurden Zweigelenkbögen bei großen Brücken, die ganze Täler überspannen bereits früh angewendet.

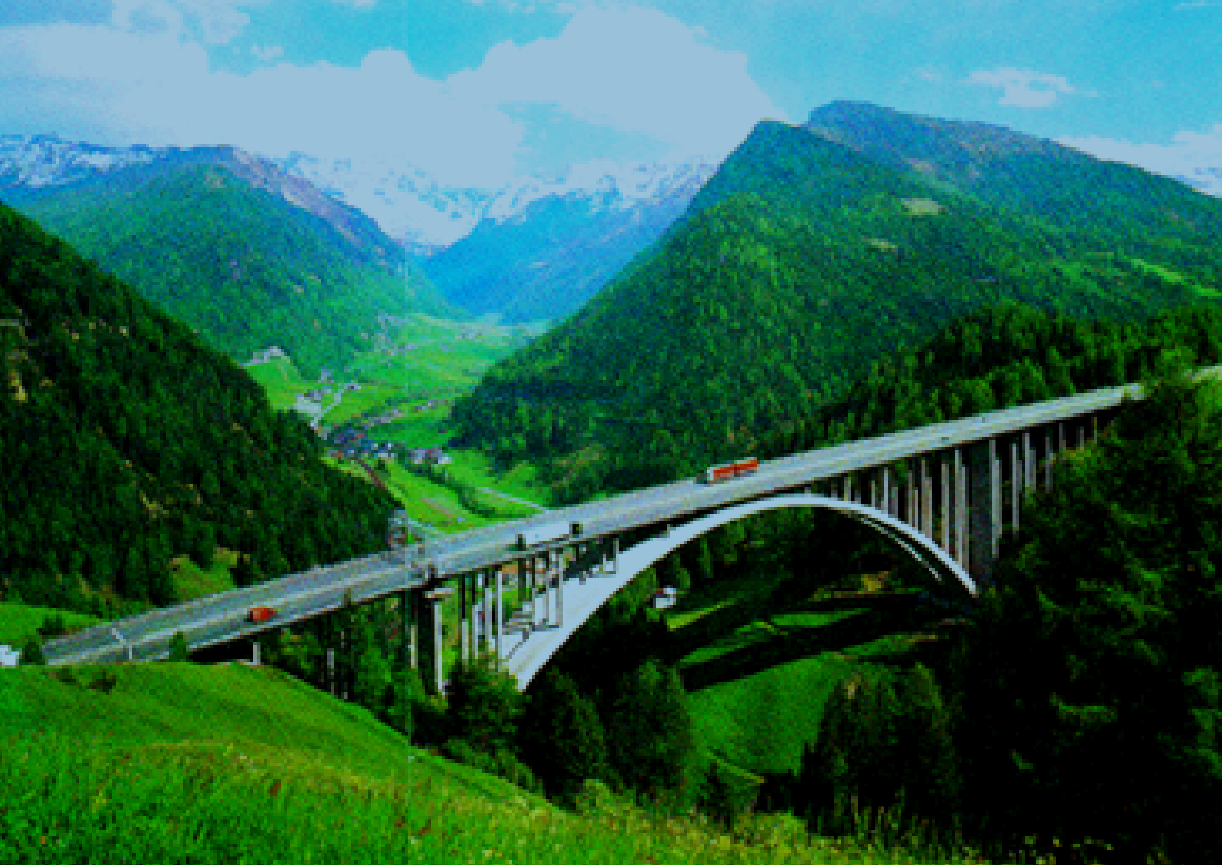
Nösslachbrücke bei Brenner Autobahn
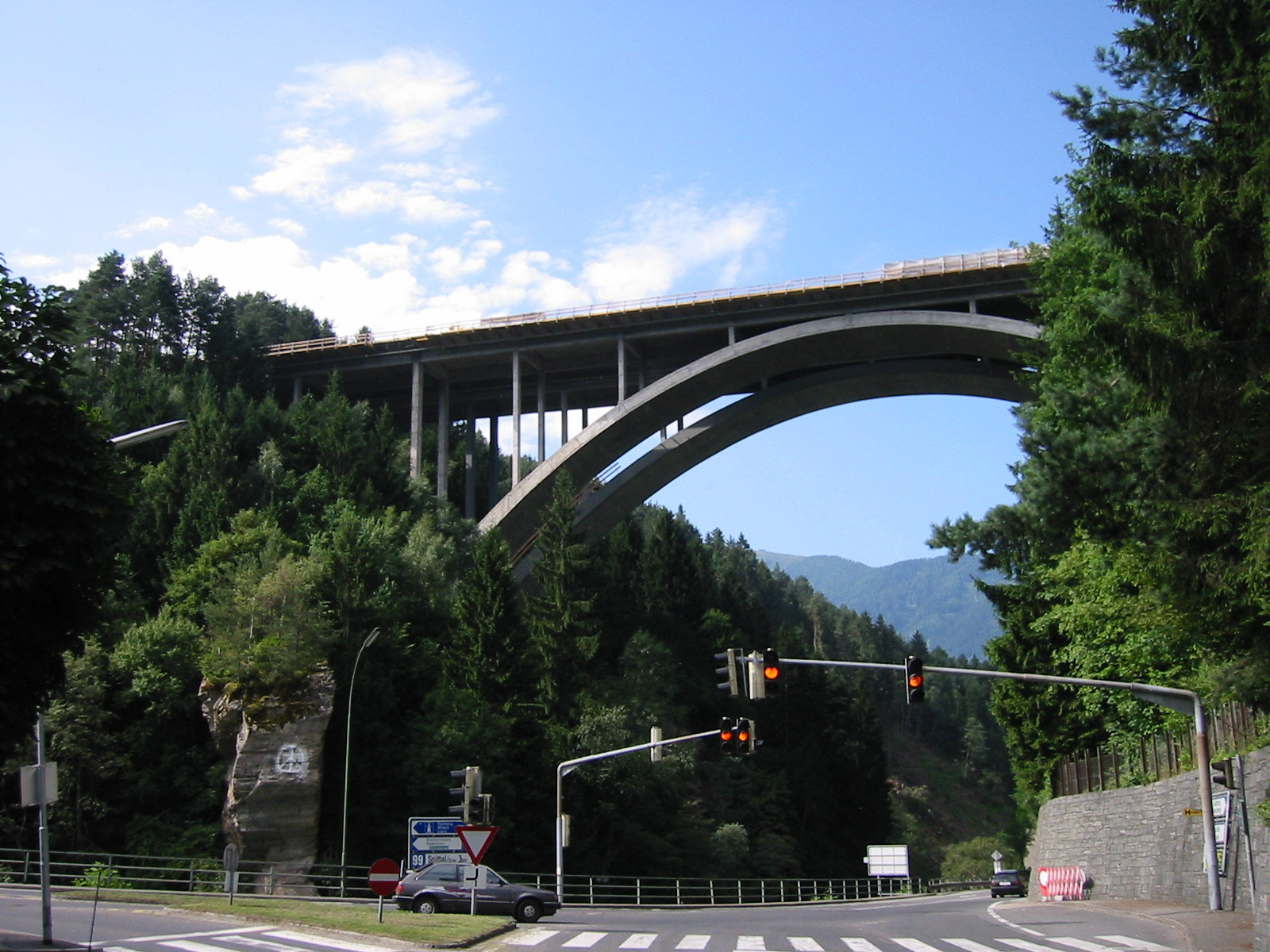
Lieserschluchtbrücke in Kärnten

Weitere Anwendungen sind bei zahlreichen Brückendarstellungen zu finden.